# Ди Таккьо, Франческо
Франческо Ди Таккьо (итал. Francesco Di Tacchio; род. 20 апреля 1990, Барлетта, Апулия) — итальянский футболист, опорный полузащитник клуба «Асколи».

## Биография
Воспитанник Асколи. В 2009—2013 годах принадлежал «Фиорентине», однако за основную команду так и не сыграл. Отправлялся в аренды в «Фрозиноне», «Юве Стабию», «Перуджу».
В январе 2013 перешёл в «Виртус Энтеллу». С августа 2015 года игрок клуба «Пиза». Сезон 2017/2018 провёл в «Авеллино 1912», затем подписал контракт с «Салернитаной» в качестве свободного агента. 29 августа 2021 года дебютировал в Серии А в домашнем матче против «Ромы» (0:4).
Вместе с «Виртус Энтеллой», «Пизой» и «Салернитаной» добивался повышения в классе. 